# Parochodaeus inarmatus
Parochodaeus inarmatus är en skalbaggsart som beskrevs av Schaeffer 1906. Parochodaeus inarmatus ingår i släktet Parochodaeus och familjen Ochodaeidae. Inga underarter finns listade i Catalogue of Life.